# خوسيه مانويل برييتو
خوسيه مانويل برييتو هو مترجم وكاتب كوبي، ولد في 22 مايو 1962 في هافانا في كوبا.

## وصلات خارجية
- الموقع الرسمي